# Magyarország miniszterelnök-helyetteseinek listája
Magyarország miniszterelnök-helyettese a magyar kabinet állandó tagja, a kormányfő általános, első helyettese.
A kormány tagjai közül Magyarországon a belügyminiszter tölti be a tisztséget, ha nincs egy miniszter külön megbízva a helyettesi feladatokkal.
A jelenlegi miniszterelnök-helyettes Semjén Zsolt, aki 2010-óta tölti be a tisztséget.

## Lista

### Magyar Királyság(1848–49)
| Portré                                              | Miniszter                                           | Hivatal kezdete                                     | Hivatal vége                                        | Párt                                                | Párt                                                | Kormány     |
| --------------------------------------------------- | --------------------------------------------------- | --------------------------------------------------- | --------------------------------------------------- | --------------------------------------------------- | --------------------------------------------------- | ----------- |
|                                                     | szemerei Szemere Bertalan (1812–1869)               | 1848. március 23.                                   | 1848. október 2.                                    | Ellenzéki Párt                                      |                                                     | Batthyány   |
| Ismeretlen (1848. október 2. – 1849. augusztus 11.) | Ismeretlen (1848. október 2. – 1849. augusztus 11.) | Ismeretlen (1848. október 2. – 1849. augusztus 11.) | Ismeretlen (1848. október 2. – 1849. augusztus 11.) | Ismeretlen (1848. október 2. – 1849. augusztus 11.) | Ismeretlen (1848. október 2. – 1849. augusztus 11.) | OHB Szemere |

### Magyar Királyság (1849–1867)
Az 1848-as magyar forradalom összeomlását követően a Magyar Királyság az Osztrák Császárság szerves részévé vált, egészen 1867-ig, amikor létrejött az Osztrák–Magyar Monarchia.

### Szent István Koronájának Országai,Osztrák–Magyar Monarchia(1867–1918)
| Portré                                              | Miniszter                                                                | Hivatal kezdete                                     | Hivatal vége                                        | Párt                                                | Párt                                                | Kormány                                | Tisztség        |
| --------------------------------------------------- | ------------------------------------------------------------------------ | --------------------------------------------------- | --------------------------------------------------- | --------------------------------------------------- | --------------------------------------------------- | -------------------------------------- | --------------- |
|                                                     | báró Wenckheim Béla (1811–1879)                                          | 1867. február 20.                                   | 1869. október 21.                                   | Deák Párt                                           |                                                     | Andrássy                               | belügyminiszter |
|                                                     | Rajner Pál (1823–1879)                                                   | 1869. október 21.                                   | 1871. február 10.                                   | Deák Párt                                           |                                                     | Andrássy                               | belügyminiszter |
|                                                     | székeli Tóth Vilmos (1832–1898)                                          | 1871. február 10.                                   | 1871. november 14.                                  | Deák Párt                                           |                                                     | Andrássy                               | belügyminiszter |
| 1871. november 14.                                  | székeli Tóth Vilmos (1832–1898)                                          | 1872. december 4.                                   | Lónyay                                              | Deák Párt                                           |                                                     |                                        | belügyminiszter |
| 1872. december 4.                                   | székeli Tóth Vilmos (1832–1898)                                          | 1873. március 5.                                    | Szlávy                                              | Deák Párt                                           |                                                     |                                        | belügyminiszter |
|                                                     | szapári, muraszombati és szécsiszigeti gróf Szapáry Gyula (1832–1905)    | 1873. március 5.                                    | Szlávy                                              | 1874. március 21.                                   | Deák Párt                                           |                                        | belügyminiszter |
| 1874. március 21.                                   | szapári, muraszombati és szécsiszigeti gróf Szapáry Gyula (1832–1905)    | 1875. március 2.                                    | Bittó                                               |                                                     | Deák Párt                                           |                                        | belügyminiszter |
|                                                     | borosjenői Tisza Kálmán (1830–1902)                                      | 1875. március 2.                                    | 1875. október 20.                                   | Szabadelvű Párt                                     |                                                     | Wenckheim                              | belügyminiszter |
| Ismeretlen (1875. október 20. – 1889. június 16.)   | Ismeretlen (1875. október 20. – 1889. június 16.)                        | Ismeretlen (1875. október 20. – 1889. június 16.)   | Ismeretlen (1875. október 20. – 1889. június 16.)   | Ismeretlen (1875. október 20. – 1889. június 16.)   | Ismeretlen (1875. október 20. – 1889. június 16.)   | Tisza Kálmán                           |                 |
|                                                     | széki gróf Teleki Géza (1843–1913)                                       | 1889. június 16.                                    | 1890. március 15.                                   | Szabadelvű Párt                                     |                                                     | Tisza Kálmán                           | belügyminiszter |
| Ismeretlen (1890. március 15. – 1892. november 17.) | Ismeretlen (1890. március 15. – 1892. november 17.)                      | Ismeretlen (1890. március 15. – 1892. november 17.) | Ismeretlen (1890. március 15. – 1892. november 17.) | Ismeretlen (1890. március 15. – 1892. november 17.) | Ismeretlen (1890. március 15. – 1892. november 17.) | Szapáry                                |                 |
|                                                     | Hieronymi Károly (1836–1911)                                             | 1892. november 17.                                  | 1895. január 15.                                    | Szabadelvű Párt                                     |                                                     | Wekerle I                              | belügyminiszter |
|                                                     | bonyhádi Perczel Dezső (1848–1913)                                       | 1895. január 15.                                    | 1899. február 26.                                   | Szabadelvű Párt                                     |                                                     | Bánffy                                 | belügyminiszter |
| Ismeretlen (1899. február 26. – 1905. június 18.)   | Ismeretlen (1899. február 26. – 1905. június 18.)                        | Ismeretlen (1899. február 26. – 1905. június 18.)   | Ismeretlen (1899. február 26. – 1905. június 18.)   | Ismeretlen (1899. február 26. – 1905. június 18.)   | Ismeretlen (1899. február 26. – 1905. június 18.)   | Széll Khuen-Héderváry I Tisza István I |                 |
|                                                     | csejtei Kristóffy József (1857–1928)                                     | 1905. június 18.                                    | 1906. április 8.                                    | Szabadelvű Párt                                     |                                                     | Fejérváry                              | belügyminiszter |
|                                                     | ifjabb csíkszentkirályi és krasznahorkai gróf Andrássy Gyula (1860–1929) | 1906. április 8.                                    | 1910. január 17.                                    | Alkotmánypárt                                       |                                                     | Wekerle II                             | belügyminiszter |
| Ismeretlen (1910. január 17. – 1913. június 10.)    | Ismeretlen (1910. január 17. – 1913. június 10.)                         | Ismeretlen (1910. január 17. – 1913. június 10.)    | Ismeretlen (1910. január 17. – 1913. június 10.)    | Ismeretlen (1910. január 17. – 1913. június 10.)    | Ismeretlen (1910. január 17. – 1913. június 10.)    | Khuen-Héderváry II Lukács              |                 |
|                                                     | csíkszentmihályi Sándor János (1860–1922)                                | 1913. június 10.                                    | 1917. június 15.                                    | Nemzeti Munkapárt                                   |                                                     | Tisza István II                        | belügyminiszter |
|                                                     | ábránfalvi ifjabb Ugron Gábor (1880–1960)                                | 1917. június 15.                                    | 1917. augusztus 23.                                 | Nemzeti Munkapárt                                   |                                                     | Esterházy                              | belügyminiszter |
| 1917. augusztus 23.                                 | ábránfalvi ifjabb Ugron Gábor (1880–1960)                                | 1918. január 25.                                    | Wekerle III                                         | Nemzeti Munkapárt                                   |                                                     |                                        | belügyminiszter |
|                                                     | Tóth János (1864–1929)                                                   | 1918. január 25.                                    | Wekerle III                                         | 1918. május 8.                                      | F48P                                                |                                        | belügyminiszter |
| Ismeretlen (1918. május 8. – 1918. október 31.)     |                                                                          |                                                     | Wekerle III                                         |                                                     |                                                     |                                        |                 |
|                                                     | németújvári gróf Batthyány Tivadar (1859–1931)                           | 1918. október 31.                                   | 1918. november 16.                                  | F48P–Károlyi                                        |                                                     | Károlyi Mihály                         | belügyminiszter |

### Magyar Népköztársaság(1918–1919)
| Portré                                             | Miniszter                                          | Hivatal kezdete                                    | Hivatal vége                                       | Párt                                               | Párt                                               | Kormány                 |
| -------------------------------------------------- | -------------------------------------------------- | -------------------------------------------------- | -------------------------------------------------- | -------------------------------------------------- | -------------------------------------------------- | ----------------------- |
| Ismeretlen (1918. november 16. – 1919. március 21) | Ismeretlen (1918. november 16. – 1919. március 21) | Ismeretlen (1918. november 16. – 1919. március 21) | Ismeretlen (1918. november 16. – 1919. március 21) | Ismeretlen (1918. november 16. – 1919. március 21) | Ismeretlen (1918. november 16. – 1919. március 21) | Károlyi Mihály Berinkey |

### Magyarországi Tanácsköztársaság(1919)
| Portré                                            | Miniszter                                         | Hivatal kezdete                                   | Hivatal vége                                      | Párt                                              | Párt                                              | Kormány                    | Tisztség                          |
| ------------------------------------------------- | ------------------------------------------------- | ------------------------------------------------- | ------------------------------------------------- | ------------------------------------------------- | ------------------------------------------------- | -------------------------- | --------------------------------- |
| Ismeretlen (1918. október 31. – 1919. június 24.) | Ismeretlen (1918. október 31. – 1919. június 24.) | Ismeretlen (1918. október 31. – 1919. június 24.) | Ismeretlen (1918. október 31. – 1919. június 24.) | Ismeretlen (1918. október 31. – 1919. június 24.) | Ismeretlen (1918. október 31. – 1919. június 24.) | Forradalmi Kormányzótanács |                                   |
|                                                   | Dovcsák Antal (1879–1962)                         | 1919. június 24.                                  | 1919. augusztus 1.                                | KMP                                               |                                                   | Forradalmi Kormányzótanács | a Kormányzótanács elnökhelyettese |

### Magyar Köztársaság(1919–1920)
| Portré             | Miniszter                                      | Hivatal kezdete     | Hivatal vége        | Párt      | Párt | Kormány   | Tisztség        |
| ------------------ | ---------------------------------------------- | ------------------- | ------------------- | --------- | ---- | --------- | --------------- |
|                    | gesztőczi Samassa Adolf (1867–1929)            | 1919. augusztus 6.  | 1919. augusztus 15. | Független |      | Friedrich | belügyminiszter |
|                    | báró Perényi Zsigmond (1870–1946)              | 1919. augusztus 15. | 1919. augusztus 27. | KNEP      |      | Friedrich | belügyminiszter |
|                    | benicei és micsinyei Beniczky Ödön (1878–1931) | 1919. augusztus 27. | 1919. november 24.  | KNEP      |      | Friedrich | belügyminiszter |
| 1919. november 24. | benicei és micsinyei Beniczky Ödön (1878–1931) | 1920. február 29.   | Huszár              | KNEP      |      |           | belügyminiszter |

### Magyar Királyság(1920–1946)
| Portré                                             | Miniszter                                            | Hivatal kezdete                                    | Hivatal vége                                       | Párt                                               | Párt                                               | Kormány          | Tisztség                 |
| -------------------------------------------------- | ---------------------------------------------------- | -------------------------------------------------- | -------------------------------------------------- | -------------------------------------------------- | -------------------------------------------------- | ---------------- | ------------------------ |
|                                                    | benicei és micsinyei Beniczky Ödön (1878–1931)       | 1920. március 1.                                   | 1920. március 15.                                  | KNEP                                               |                                                    | Huszár           | belügyminiszter          |
| Ismeretlen (1920. március 15. – 1920. április 19.) | Ismeretlen (1920. március 15. – 1920. április 19.)   | Ismeretlen (1920. március 15. – 1920. április 19.) | Ismeretlen (1920. március 15. – 1920. április 19.) | Ismeretlen (1920. március 15. – 1920. április 19.) | Ismeretlen (1920. március 15. – 1920. április 19.) | Simonyi- Semadam |                          |
|                                                    | Dömötör Mihály (1875–1962)                           | 1920. április 19.                                  | 1920. július 19.                                   | OKGFP                                              |                                                    | Simonyi- Semadam | belügyminiszter          |
|                                                    | hidasnémeti Ferdinandy Gyula (1873–1960)             | 1920. július 19.                                   | 1921. február 19.                                  | OKGFP                                              |                                                    | Teleki I         | belügyminiszter          |
|                                                    | tomcsányi Tomcsányi Vilmos Pál (1880–1959)           | 1921. február 19.                                  | 1921. április 14.                                  | OKGFP                                              |                                                    | Teleki I         | belügyminiszter          |
|                                                    | rádai gróf Ráday Gedeon (1872–1937)                  | 1921. április 14.                                  | 1921. december 3.                                  | KNEP                                               |                                                    | Bethlen          | belügyminiszter          |
|                                                    | thumburgi gróf Klebelsberg Kuno (1875–1932)          | 1921. december 3.                                  | 1922. június 6.                                    | EP                                                 |                                                    | Bethlen          | belügyminiszter          |
|                                                    | nagyrákói és kelemenfalvi Rakovszky Iván (1885–1960) | 1922. június 6.                                    | 1926. október 15.                                  | EP                                                 |                                                    | Bethlen          | belügyminiszter          |
|                                                    | nagykéri Scitovszky Béla (1878–1959)                 | 1926. október 15.                                  | 1931. augusztus 24.                                | EP                                                 |                                                    | Bethlen          | belügyminiszter          |
|                                                    | dr. vitéz Keresztes-Fischer Ferenc (1881–1948)       | 1931. augusztus 24.                                | 1932. október 1.                                   | NEP                                                |                                                    | Károlyi Gyula    | belügyminiszter          |
| 1932. október 1.                                   | dr. vitéz Keresztes-Fischer Ferenc (1881–1948)       | 1935. március 4.                                   | Gömbös                                             | NEP                                                |                                                    |                  | belügyminiszter          |
|                                                    | vitéz leveldi Kozma Miklós (1884–1941)               | 1935. március 4.                                   | Gömbös                                             | 1936. október 12.                                  | NEP                                                |                  | belügyminiszter          |
| 1936. október 12.                                  | vitéz leveldi Kozma Miklós (1884–1941)               | 1937. február 3.                                   | Darányi                                            |                                                    | NEP                                                |                  | belügyminiszter          |
| Ismeretlen (1937. február 3. – 1937. április 10.)  |                                                      |                                                    | Darányi                                            |                                                    |                                                    |                  |                          |
|                                                    | dukai és szentgyörgyvölgyi Széll József (1880–1956)  | 1937. április 10.                                  | Darányi                                            | 1938. május 14.                                    | NEP                                                |                  | belügyminiszter          |
|                                                    | dr. vitéz Keresztes-Fischer Ferenc (1881–1948)       | 1938. május 14.                                    | 1939. február 16.                                  | NEP                                                |                                                    | Imrédy           | belügyminiszter          |
| 1939. február 16.                                  | dr. vitéz Keresztes-Fischer Ferenc (1881–1948)       | 1941. április 3.                                   | Teleki II                                          | NEP                                                |                                                    |                  | belügyminiszter          |
| 1941. április 3.                                   | dr. vitéz Keresztes-Fischer Ferenc (1881–1948)       | 1942. március 7.                                   | Bárdossy                                           | NEP                                                |                                                    |                  | belügyminiszter          |
| Ismeretlen (1942. március 7. – 1942. március 9.)   |                                                      |                                                    | Bárdossy                                           |                                                    |                                                    |                  |                          |
|                                                    | dr. vitéz Keresztes-Fischer Ferenc (1881–1948)       | 1942. március 9.                                   | 1944. március 19.                                  | Független                                          |                                                    | Kállay           | belügyminiszter          |
|                                                    | vitéz nagylaki Rátz Jenő (1882–1952)                 | 1944. március 22.                                  | 1944. augusztus 29.                                | MMP                                                |                                                    | Sztójay          | miniszterelnök-helyettes |
|                                                    | vitéz Bonczos Miklós (1897–1971)                     | 1944. augusztus 29.                                | 1944. október 12.                                  | MÉP                                                |                                                    | Lakatos          | belügyminiszter          |
|                                                    | dr. báró bauschlotti Schell Péter (1898–1974)        | 1944. október 12.                                  | 1944. október 16.                                  | MÉP                                                |                                                    | Lakatos          | belügyminiszter          |

#### Nemzeti Összefogás Kormánya(1944–1945)
| Portré | Miniszter                 | Hivatal kezdete   | Hivatal vége      | Párt | Párt | Kormány |
| ------ | ------------------------- | ----------------- | ----------------- | ---- | ---- | ------- |
|        | Szöllősi Jenő (1893–1946) | 1944. október 15. | 1945. március 28. | NYKP |      | Szálasi |

#### Ideiglenes Nemzeti Kormány(1944–1945)
| Portré                                    | Miniszter                                 | Hivatal kezdete                           | Hivatal vége                              | Párt                                      | Párt                                      | Kormány | Tisztség                                                     |
| ----------------------------------------- | ----------------------------------------- | ----------------------------------------- | ----------------------------------------- | ----------------------------------------- | ----------------------------------------- | ------- | ------------------------------------------------------------ |
| Miklós Béla kormányfőnek nincs helyettese | Miklós Béla kormányfőnek nincs helyettese | Miklós Béla kormányfőnek nincs helyettese | Miklós Béla kormányfőnek nincs helyettese | Miklós Béla kormányfőnek nincs helyettese | Miklós Béla kormányfőnek nincs helyettese | Miklós  |                                                              |
|                                           | Rákosi Mátyás (1892–1971)                 | 1945. november 15.                        | 1946. február 4.                          | MKP                                       |                                           | Tildy   | miniszterelnöki teendők ellátásával megbízott államminiszter |

### Magyar Köztársaság(1946–1949)
| Portré             | Miniszter                   | Hivatal kezdete     | Hivatal vége       | Párt | Párt                                   | Kormány             | Tisztség                                                  |
| ------------------ | --------------------------- | ------------------- | ------------------ | ---- | -------------------------------------- | ------------------- | --------------------------------------------------------- |
|                    | Szakasits Árpád (1888–1965) | 1946. február 4.    | 1948. augusztus 5. | MKP  |                                        | Nagy Ferenc Dinnyés | miniszterelnök-helyettes                                  |
|                    | Rákosi Mátyás (1892–1971)   | 1946. február 4.    | 1948. december 10. | MKP  |                                        | Nagy Ferenc Dinnyés | miniszterelnöki teendőket ellátó miniszterelnök-helyettes |
| 1948. december 10. | Rákosi Mátyás (1892–1971)   | 1949. szeptember 5. | Dobi               | MKP  | miniszterelnökhelyettes-államminiszter |                     |                                                           |

### Magyar Népköztársaság(1949–1989)
| Portré               | Miniszter                  | Hivatal kezdete      | Hivatal vége                                              | Párt                              | Párt                                   | Kormány       | Tisztség                               |
| -------------------- | -------------------------- | -------------------- | --------------------------------------------------------- | --------------------------------- | -------------------------------------- | ------------- | -------------------------------------- |
|                      | Rákosi Mátyás (1892–1971)  | 1949. szeptember 5.  | 1952. augusztus 14.                                       | MDP                               |                                        | Dobi          | a Minisztertanács elnökhelyettese      |
|                      | Gerő Ernő (1898–1980)      | 1952. augusztus 14.  | 1952. november 14.                                        | MDP                               |                                        | Rákosi        | államminiszter                         |
| 1952. november 14.   | Gerő Ernő (1898–1980)      | 1953. július 4.      | a minisztertanács elnökhelyettese                         | MDP                               |                                        | Rákosi        |                                        |
| 1953. július 4.      | Gerő Ernő (1898–1980)      | 1955. április 18.    | Nagy Imre I                                               | MDP                               | a minisztertanács első elnökhelyettese |               |                                        |
| 1953. július 4.      |                            | 1955. április 18.    | Nagy Imre I                                               | Hegedüs András (1922–1999)        | a minisztertanács első elnökhelyettese | MDP           |                                        |
|                      | Gerő Ernő (1898–1980)      | 1955. április 18.    | 1956. július 30.                                          | MDP                               |                                        | Hegedüs       | a minisztertanács első elnökhelyettese |
|                      | Hidas István (1918–2002)   | 1956. július 30.     | 1956. október 24.                                         | MDP                               |                                        | Hegedüs       | a minisztertanács első elnökhelyettese |
|                      | Hegedüs András (1922–1999) | 1956. október 24.    | 1956. október 27.                                         | MDP                               |                                        | Nagy Imre II  | A minisztertanács első elnökhelyettese |
|                      | Hidas István (1918–2002)   | 1956. október 24.    | 1956. október 27.                                         | MDP                               |                                        | Nagy Imre II  | A minisztertanács első elnökhelyettese |
|                      | Apró Antal (1993–1994)     | 1956. október 27.    | 1956. november 3.                                         | MDP                               |                                        | Nagy Imre II  | A minisztertanács elnökhelyettese      |
|                      | Tildy Zoltán (1889–1961)   | 1956. november 3.    | 1956. november 4. (de facto) 1956. november 12. (de jure) | FKGP                              |                                        | Nagy Imre III | Államminiszter, Nagy Imre helyettese   |
|                      | Münnich Ferenc (1986–1967) | 1956. november 4.    | 1957. május 9.                                            | MSZMP                             |                                        | Kádár I       | a Minisztertanács első elnökhelyettese |
|                      | Apró Antal (1913–1994)     | 1957. május 9.       | 1958. január 28.                                          | MSZMP                             |                                        | Kádár I       | a Minisztertanács elnökhelyettese      |
| 1958. január 28.     | Apró Antal (1913–1994)     | 1961. szeptember 13. | Münnich                                                   | MSZMP                             | a Minisztertanács első elnökhelyettese |               |                                        |
|                      | Kállai Gyula (1910–1996)   | 1960. január 15.     | Münnich                                                   | 1961. szeptember 13.              | MSZMP                                  |               | a Minisztertanács elnökhelyettese      |
| 1961. szeptember 13. | Kállai Gyula (1910–1996)   | 1965. június 30.     | Kádár II                                                  | a Minisztertanács elnökhelyettese | MSZMP                                  |               |                                        |
|                      | Pap János (1925–1994)      | 1963. december 7.    | Kádár II                                                  | 1965. június 30.                  | MSZMP                                  |               | a Minisztertanács elnökhelyettese      |
|                      | Fock Jenő (1910–1996)      | 1961. szeptember 13. | Kádár II                                                  | 1965. június 30.                  | MSZMP                                  |               | a Minisztertanács elnökhelyettese      |
|                      | Apró Antal (1913–1994)     | 1961. szeptember 13. | Kádár II                                                  | 1965. június 30.                  | MSZMP                                  |               | a Minisztertanács elnökhelyettese      |
|                      | Fehér Lajos (1917–1981)    | 1962. november 27.   | Kádár II                                                  | 1965. június 30.                  | MSZMP                                  |               | a Minisztertanács elnökhelyettese      |
| 1965. június 30.     | Fehér Lajos (1917–1981)    | 1967. április 14.    | Kállai                                                    | a Minisztertanács elnökhelyettese | MSZMP                                  |               |                                        |
| 1965. június 30.     |                            | 1967. április 14.    | Kállai                                                    | Fock Jenő (1910–1996)             | MSZMP                                  |               | a Minisztertanács elnökhelyettese      |
| 1965. június 30.     |                            | 1967. április 14.    | Kállai                                                    | Apró Antal (1913–1994)            | MSZMP                                  |               | a Minisztertanács elnökhelyettese      |
| 1967. április 14.    | 1971. május 12.            | Fock                 | a Minisztertanács elnökhelyettese                         | Apró Antal (1913–1994)            | MSZMP                                  |               |                                        |
| 1967. április 14.    |                            | Fock                 | Ajtai Miklós (1914–1982)                                  | 1974. március 21.                 | MSZMP                                  |               | a Minisztertanács elnökhelyettese      |
| 1967. április 14.    |                            | Fock                 | Fehér Lajos (1917–1981)                                   | 1974. március 21.                 | MSZMP                                  |               | a Minisztertanács elnökhelyettese      |
| 1967. április 14.    |                            | Fock                 | Timár Mátyás (1923–2020?)                                 | 1975. május 15.                   | MSZMP                                  |               | a Minisztertanács elnökhelyettese      |
|                      | Aczél György (1917–1991)   | Fock                 | 1974. március 21.                                         | 1975. május 15.                   | MSZMP                                  |               | a Minisztertanács elnökhelyettese      |
|                      | Borbándi János (1923–1994) | Fock                 | 1974. március 21.                                         | 1975. május 15.                   | MSZMP                                  |               | a Minisztertanács elnökhelyettese      |
|                      | Lázár György (1924–2014)   | Fock                 | 1973. április 29.                                         | 1975. május 15.                   | MSZMP                                  |               | a Minisztertanács elnökhelyettese      |
|                      | Vályi Péter (1919–1973)    | Fock                 | 1971. május 12.                                           | 1973. szeptember 18.              | MSZMP                                  |               | a Minisztertanács elnökhelyettese      |
|                      | Aczél György (1917–1991)   | 1975. május 15.      | 1982. június 25.                                          | MSZMP                             |                                        | Lázár         | a Minisztertanács elnökhelyettese      |
|                      | Berecz Frigyes (1933–2005) | 1986. december 30.   | 1987. június 25.                                          | MSZMP                             |                                        | Lázár         | a Minisztertanács elnökhelyettese      |
|                      | Borbándi János (1923–1999) | 1975. május 15.      | 1984. december 6.                                         | MSZMP                             |                                        | Lázár         | a Minisztertanács elnökhelyettese      |
|                      | Czinege Lajos (1924–1998)  | 1984. december 6.    | 1987. június 25.                                          | MSZMP                             |                                        | Lázár         | a Minisztertanács elnökhelyettese      |
|                      | Csehák Judit (1940–)       | 1984. december 6.    | 1987. június 25.                                          | MSZMP                             |                                        | Lázár         | a Minisztertanács elnökhelyettese      |
|                      | Faluvégi Lajos (1924–1999) | 1980. június 27.     | 1986. december 30.                                        | MSZMP                             |                                        | Lázár         | a Minisztertanács elnökhelyettese      |
|                      | Havasi Ferenc (1929–1993)  | 1975. július 4.      | 1978. április 22.                                         | MSZMP                             |                                        | Lázár         | a Minisztertanács elnökhelyettese      |
|                      | Huszár István (1927–2010)  | 1975. május 15.      | 1980. június 27.                                          | MSZMP                             |                                        | Lázár         | a Minisztertanács elnökhelyettese      |
|                      | Marjai József (1923–2014)  | 1978. április 22.    | 1987. június 25.                                          | MSZMP                             |                                        | Lázár         | a Minisztertanács elnökhelyettese      |
|                      | Maróthy László (1942–)     | 1984. december 6.    | 1987. június 25.                                          | MSZMP                             |                                        | Lázár         | a Minisztertanács elnökhelyettese      |
|                      | Sarlós István (1921–2006)  | 1982. június 25.     | 1984. december 19.                                        | MSZMP                             |                                        | Lázár         | a Minisztertanács elnökhelyettese      |
|                      | Szekér Gyula (1925–2015)   | 1975. május 15.      | 1980. június 27.                                          | MSZMP                             |                                        | Lázár         | a Minisztertanács elnökhelyettese      |
|                      | Timár Mátyás (1923–2020)   | 1975. május 15.      | 1975. július 4.                                           | MSZMP                             |                                        | Lázár         | a Minisztertanács elnökhelyettese      |
|                      | Berecz Frigyes (1933–2005) | 1987. június 25.     | 1987. december 16.                                        | MSZMP                             |                                        | Grósz         | a Minisztertanács elnökhelyettese      |
|                      | Csehák Judit (1940–)       | 1987. június 25.     | 1987. december 16.                                        | MSZMP                             |                                        | Grósz         | a Minisztertanács elnökhelyettese      |
|                      | Horváth István (1935–)     | 1987. június 25.     | 1987. december 16.                                        | MSZMP                             |                                        | Grósz         | a Minisztertanács elnökhelyettese      |
|                      | Marjai József (1923–2014)  | 1987. június 25.     | 1988. október 5.                                          | MSZMP                             |                                        | Grósz         | a Minisztertanács elnökhelyettese      |
|                      | Maróthy László (1942–)     | 1987. június 25.     | 1987. december 16.                                        | MSZMP                             |                                        | Grósz         | a Minisztertanács elnökhelyettese      |
|                      | Medgyessy Péter (1942–)    | 1987. december 16.   | 1988. november 24.                                        | MSZMP                             |                                        | Grósz         | a Minisztertanács elnökhelyettese      |
| 1988. november 24.   | Medgyessy Péter (1942–)    | 1989. október 23.    | Németh                                                    | MSZMP                             |                                        |               | a Minisztertanács elnökhelyettese      |

### Magyar Köztársaság/Magyarország(1989–)
| Portré                                         | Miniszter                                      | Hivatal kezdete                                | Hivatal vége                                   | Párt                                           | Párt                                           | Kormány      | Tisztség                                                            |
| ---------------------------------------------- | ---------------------------------------------- | ---------------------------------------------- | ---------------------------------------------- | ---------------------------------------------- | ---------------------------------------------- | ------------ | ------------------------------------------------------------------- |
|                                                | Medgyessy Péter (1942–)                        | 1989. október 23.                              | 1990. május 23.                                | MSZMP                                          |                                                | Németh       | a minisztertanács elnökhelyettese                                   |
|                                                | Horváth Balázs (1942–2006)                     | 1990. május 23.                                | 1990. december 21.                             | MDF                                            |                                                | Antall       | belügyminiszter, a miniszterelnök első helyettese                   |
|                                                | Boross Péter (1928–)                           | 1990. december 21.                             | 1993. december 21.                             | MDF                                            |                                                | Antall       | belügyminiszter, a miniszterelnök első helyettese                   |
|                                                | Kónya Imre (1947–)                             | 1993. december 31.                             | 1994. július 15.                               | MDF                                            |                                                | Boross       | belügyminiszter                                                     |
|                                                | Kuncze Gábor (1950–)                           | 1994. július 15.                               | 1998. július 8.                                | SZDSZ                                          |                                                | Horn         | belügyminiszter, a miniszterelnök koalíciós helyettese              |
|                                                | Stumpf István (1957–)                          | 1998. július 8.                                | 2002. május 27.                                | Független                                      |                                                | Orbán I      | kancelláriaminiszter, a miniszterelnök általános helyettese         |
|                                                | Kiss Elemér (1944–)                            | 2002. május 27.                                | 2003. február 21.                              | Független                                      |                                                | Medgyessy    | Miniszterelnöki Hivatalt vezető miniszter                           |
|                                                | Kiss Péter (1959–2014)                         | 2003. március 3.                               | 2004. október 4.                               | MSZP                                           |                                                | Medgyessy    | Miniszterelnöki Hivatalt vezető miniszter                           |
| 2004. október 4.                               | Kiss Péter (1959–2014)                         | 2006. június 9.                                | Gyurcsány I                                    | MSZP                                           |                                                |              | Miniszterelnöki Hivatalt vezető miniszter                           |
|                                                | Szilvásy György (1958–)                        | 2006. június 9.                                | 2007. július 1.                                | Független                                      |                                                | Gyurcsány II | Miniszterelnöki Hivatalt vezető miniszter                           |
|                                                | Kiss Péter (1959–2014)                         | 2007. július 1.                                | 2009. április 16.                              | MSZP                                           |                                                | Gyurcsány II | Miniszterelnöki Hivatalt vezető miniszter                           |
|                                                | Molnár Csaba (1975–)                           | 2009. április 16.                              | 2010. május 29.                                | MSZP                                           |                                                | Bajnai       | Miniszterelnöki Hivatalt vezető miniszter                           |
| Ismeretlen (2010. május 29. – 2010. június 1.) | Ismeretlen (2010. május 29. – 2010. június 1.) | Ismeretlen (2010. május 29. – 2010. június 1.) | Ismeretlen (2010. május 29. – 2010. június 1.) | Ismeretlen (2010. május 29. – 2010. június 1.) | Ismeretlen (2010. május 29. – 2010. június 1.) | Orbán II     |                                                                     |
|                                                | Navracsics Tibor (1966–)                       | 2010. június 1.                                | 2014. június 6.                                | Fidesz                                         |                                                | Orbán II     | Közigazgatási és Igazságügyi miniszter, a miniszterelnök helyettese |
|                                                | Semjén Zsolt (1962–)                           | 2010. június 1.                                | 2014. június 6.                                | KDNP                                           |                                                | Orbán II     | miniszterelnök-helyettes                                            |
| 2014. június 6.                                | Semjén Zsolt (1962–)                           | 2018. május 18.                                | Orbán III                                      | KDNP                                           |                                                |              | miniszterelnök-helyettes                                            |
| 2018. május 18.                                | Semjén Zsolt (1962–)                           | 2022. június 4.                                | Orbán IV                                       | KDNP                                           |                                                |              | miniszterelnök-helyettes                                            |
| 2018. május 18.                                |                                                | 2022. június 4.                                | Orbán IV                                       | Pintér Sándor (1948–)                          | Fidesz                                         |              | belügyminiszter, miniszterelnök-helyettes                           |
| 2018. május 18.                                |                                                | 2022. június 4.                                | Orbán IV                                       | Varga Mihály (1965–)                           | Fidesz                                         |              | pénzügyminiszter, miniszterelnök-helyettes                          |
|                                                | dr. Semjén Zsolt (1962–)                       | 2022. június 4.                                | hivatalban                                     | KDNP                                           |                                                | Orbán V      | miniszterelnök-helyettes                                            |

## Kapcsolódó oldalak
- Magyarország kormányfőinek listája
- Magyarország miniszterelnöke
- Magyarország belügyminisztereinek listája
- Magyarország kormánya